# Tabor City
Tabor City est une ville américaine située dans le comté de Columbus en Caroline du Nord. En 2010, sa population était de 3 979 habitants.

## Traduction
- (en) Cet article est partiellement ou en totalité issu de l’article de Wikipédia en anglais intitulé « Tabor City, North Carolina » (voir la liste des auteurs).